# 美國美式足球聯會西區
美國美式足球聯會西區是國家美式橄欖球聯盟美國美式足球聯會的一個分區，現有四隊，分別為：丹佛野馬、堪薩斯城酋長、奧克蘭突襲者、洛杉磯閃電，該比賽區成立於1960年。
該區隊伍已經十六次派出球隊進入超級碗。